# Тима (приток Пундомы)
Тима — река в России, протекает по территории Кестеньгского сельского поселения Лоухского района Республики Карелии. Длина реки — 15 км.
Река берёт начало из болота без названия и далее течёт преимущественно в юго-западном направлении по заболоченной местности.
Река в общей сложности имеет семь малых притоков суммарной длиной 10 км.
Впадает на высоте выше 109,5 м над уровнем моря в реку Пундому, впадающую Пяозеро.
Населённые пункты на реке отсутствуют.
Код объекта в государственном водном реестре — 02020000412102000000529.